# Eisschnelllauf-Mehrkampfweltmeisterschaft 1967

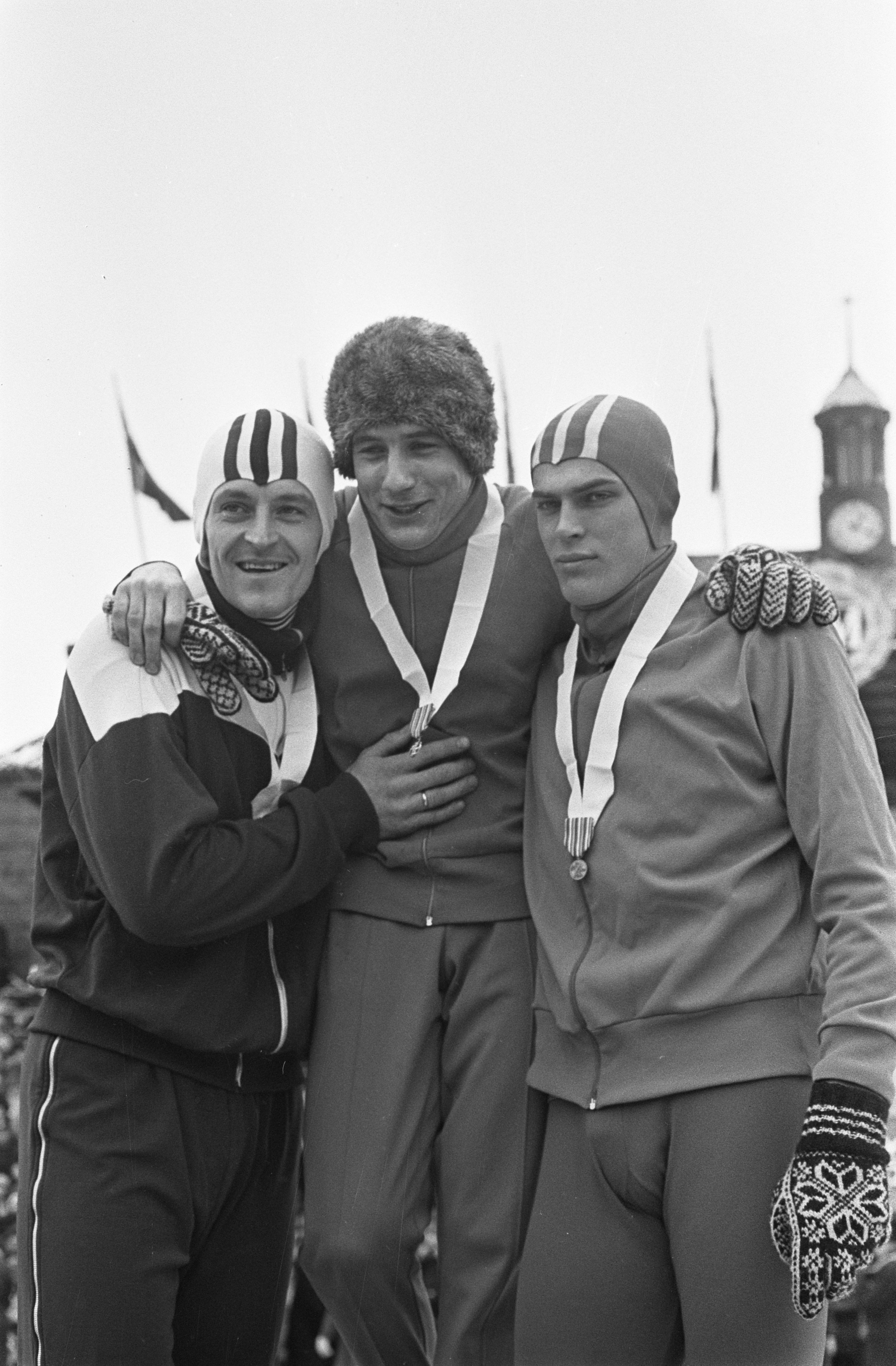
Die drei Erstplatzierten der Männer-WM: Fred Anton Maier, Kees Verkerk und Ard Schenk (v. l. n. r.), hier nach dem 5000-Meter-Rennen

Die 61. Mehrkampfweltmeisterschaft der Männer wurde am 11. und 12. Februar 1967 im Bislett-Stadion im norwegischen Oslo ausgetragen. Davon getrennt fand die 25. Mehrkampfweltmeisterschaft der Frauen eine Woche später, am 18. und 19. Februar 1967, im IJsselstadion im niederländischen Deventer statt.
Die prägenden Sportler beider Weltmeisterschaften stammten aus den Niederlanden. Bei den Männern entschied sich der Titelkampf zwischen Kees Verkerk und Ard Schenk im abschließenden Rennen zugunsten des Titelverteidigers Verkerk, der einen neuen Weltrekord im Vierkampf aufstellte. Die Goldmedaille im Frauenmehrkampf holte Stien Kaiser mit deutlichem Vorsprung und dem Sieg auf drei von vier Einzelstrecken. Sie beendete damit die 15-jährige Siegesserie der sowjetischen Eisschnellläuferinnen.

## Teilnehmende Nationen
Männer
Im Männermehrkampf starteten 36 Sportler aus 14 Nationen:
- 5 Starter:  Niederlande,  Norwegen
- 4 Starter:  Sowjetunion
- 3 Starter:  BR Deutschland ↑,  Schweden
- 2 Starter:  Deutsche Demokratische Republik,  Finnland ↓,  Frankreich,  Italien ↑,  Japan ↑,  Schweiz ↑,  Vereinigte Staaten
- 1 Starter:  Österreich,  Vereinigtes Königreich ↑

Nicht mehr vertreten im Vergleich zur vorherigen Ausgabe waren Athleten aus China und Kanada. Insgesamt war das Feld um einen Teilnehmer kleiner als 1966.
Frauen
Das Teilnehmerfeld des Frauenmehrkampfes setzte sich aus 33 Sportlerinnen aus 12 Nationen zusammen.
- 5 Starterinnen:  Sowjetunion
- 4 Starterinnen:  Niederlande,  Nordkorea ↑↑
- 3 Starterinnen:  Finnland,  Norwegen ↑
- 2 Starterinnen:  Deutsche Demokratische Republik,  Frankreich ↑,  Japan,  Kanada ↑↑,  Polen,  Schweden,  Vereinigte Staaten

Nicht mehr vertreten im Vergleich zur vorherigen Ausgabe waren Athletinnen aus Australien, China, der Bundesrepublik Deutschland und Ungarn. Insgesamt war das Feld um zwei Teilnehmerinnen kleiner als 1966.

## Wettbewerb

### Frauen

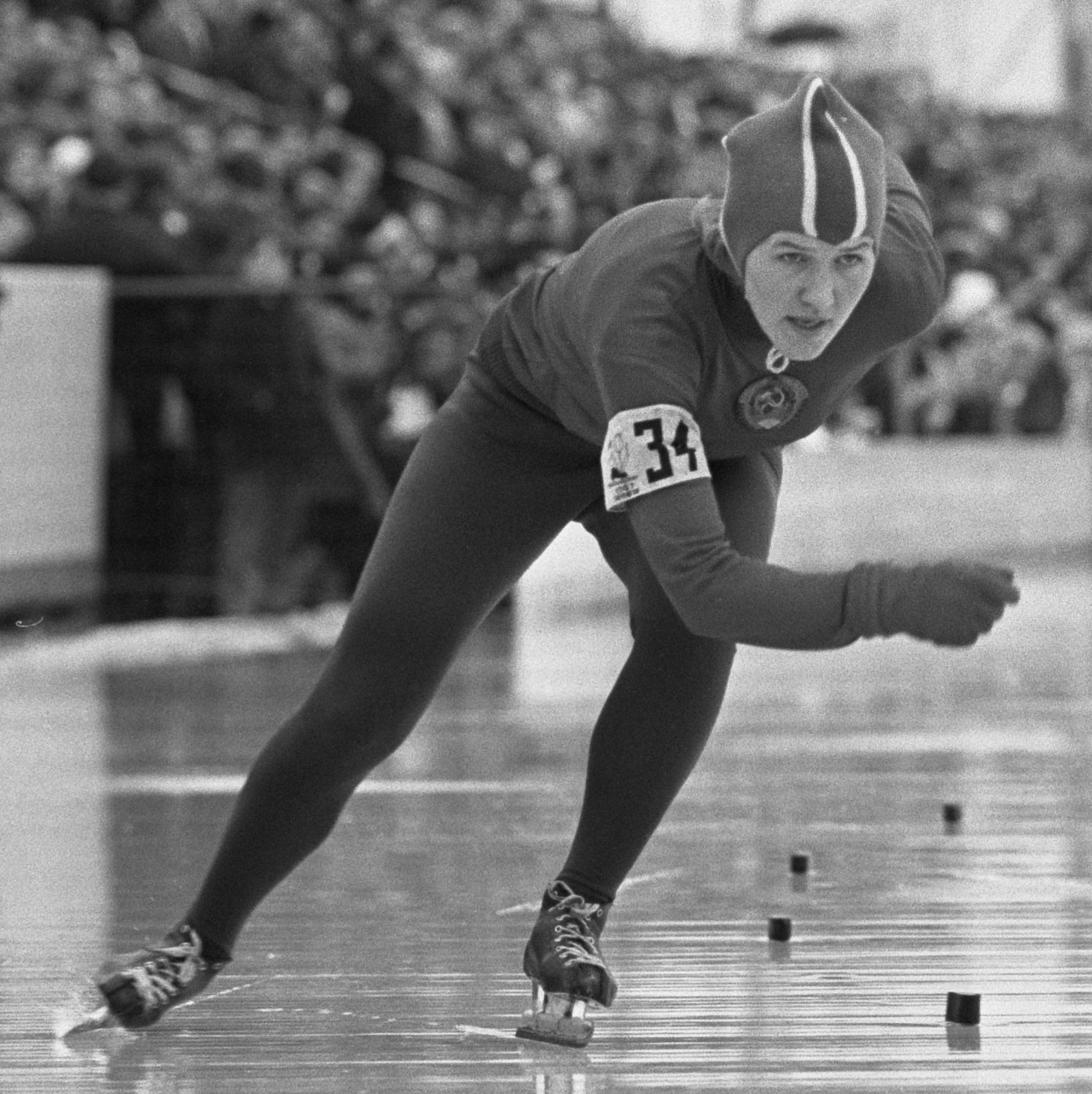
Die sechsfache Olympiasiegerin Lidija Skoblikowa verpasste als Vierte das Podium.

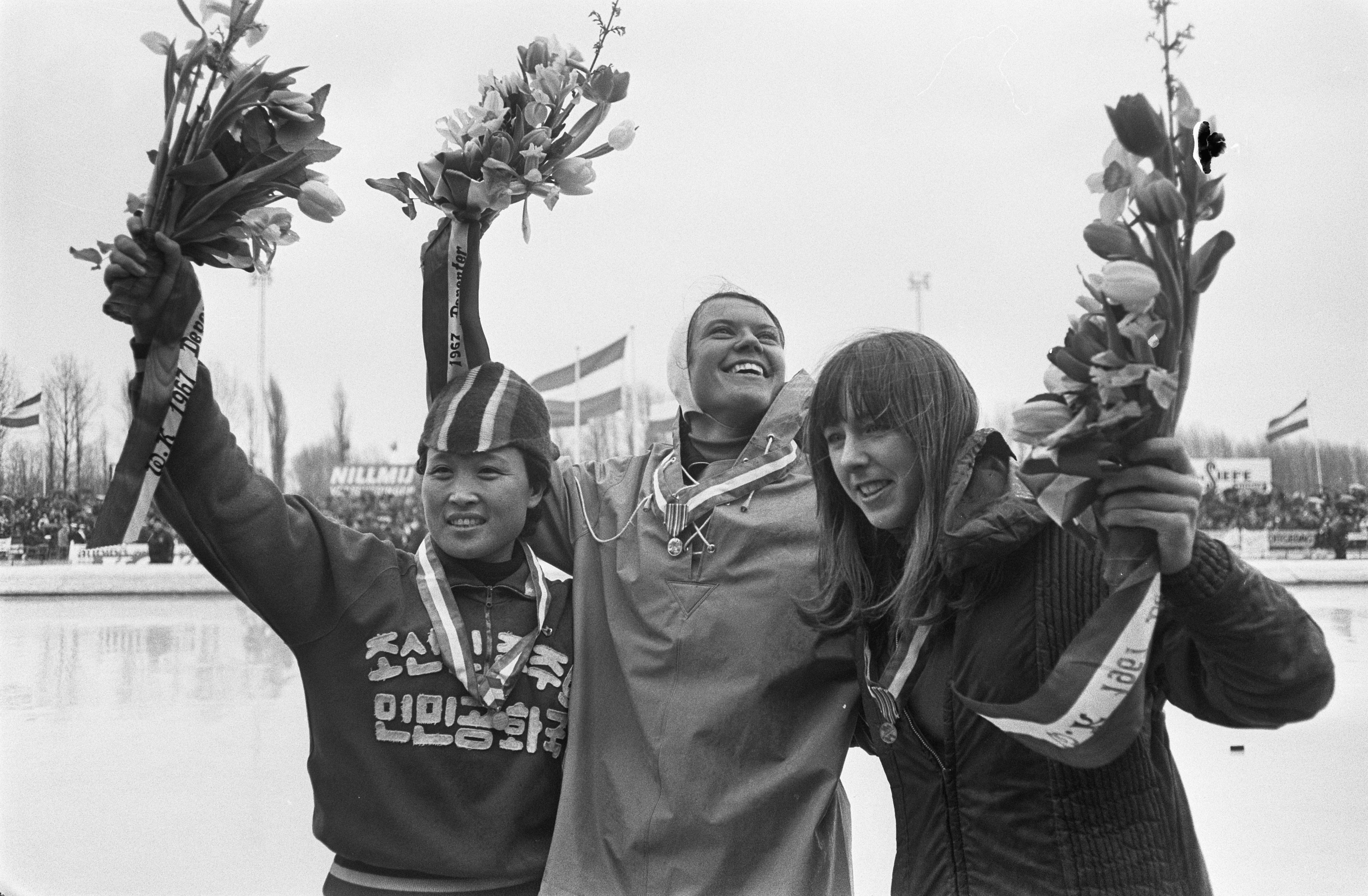
Siegerehrung des 1000-Meter-Rennens: Kim Song-soon, Stien Kaiser und Dianne Holum (v. l. n. r.)

Von 1952 an hatten die sowjetischen Eisschnellläuferinnen 15 Mal in Folge die Mehrkampfweltmeisterschaften ununterbrochen für sich entschieden und dabei fast immer sogar einen Dreifacherfolg erreicht. Als Titelverteidigerin fuhr die Ukrainerin Walentina Stenina nach Deventer, auch die Russin Lidija Skoblikowa ging nach einer Mutterschaftspause wieder an den Start, die sie nach ihrem vierfachen Olympiasieg von 1964 eingelegt hatte. Neben der Dominanz der sowjetischen Athletinnen hatten sich auch die Niederländerinnen in den vorherigen Jahren verbessert: Geldgeber investierten große Summen in den Sport, von denen unter anderem das IJsselstadion in Deventer gebaut wurde, das nun zum ersten Mal Austragungsort einer Weltmeisterschaft war. Als erfolgreichste Niederländerin hatte Stien Kaiser bei beiden vorangegangenen Weltmeisterschaften die Bronzemedaille gewonnen. Aufgrund der hohen Popularität des Eisschnelllaufs im Austragungsland – bedingt auch die Erfolge von Kees Verkerk und Ard Schenk bei den Männern – wurde die Frauen-WM erstmals im Fernsehen übertragen; das Stadion war an beiden Tagen der Weltmeisterschaft nahezu ausverkauft. Ungünstig für schnelle Zeiten waren die äußeren Bedingungen: Es war verhältnismäßig warm und regnete, wodurch das Eis wasserbedeckt und langsam war.
Im 500-Meter-Sprint, der am Auftakt der Weltmeisterschaft stand, setzten die beiden US-Amerikanerinnen Mary Meyers und Dianne Holum die schnellsten Zeiten. Weder die 21-jährige Studentin Meyers noch die von der New York Times als „unbekannte 15-jährige Schülerin“ vorgestellte Holum – die jüngste Athletin im Teilnehmerfeld – waren bis dahin international groß in Erscheinung getreten. Vor allem Holum überzeugte auch in den weiteren Rennen, lag nach drei von vier Wettkämpfen auf dem Silberrang und belegte letztlich Platz drei im Endergebnis. Seit Kit Klein 1936 war sie damit die erste US-Amerikanerin, die eine WM-Medaille gewann. Den weiteren Wettkampfverlauf bestimmte Stien Kaiser, die sowohl die 1500 Meter als auch die 1000 Meter und die 3000 Meter für sich entschied und mit klarem Vorsprung auf die zweitplatzierte Estin Lāsma Kauniste erste niederländische Weltmeisterin wurde. Der Abstand zwischen Kaiser und Kauniste betrug nach vier Strecken über vier Punkte und war damit größer als die Punktedifferenz zwischen Platz zwei und Platz zehn.
Während Kaisers Erfolg in den Niederlanden gefeiert wurde, bedeutete die Weltmeisterschaft eine große Niederlage für das sowjetische Team, das nach 15 Jahren den Titel der Mehrkampfweltmeisterin verlor. Zwar gewann Lāsma Kauniste die Silbermedaille, die beiden in der Vergangenheit wesentlich erfolgreicheren Skoblikowa und Stenina verpassten aber die Medaillenränge als Vierte bzw. Sechste vollständig. Skoblikowa hatte zuvor bei all ihren sechs WM-Starts auf dem Podest gestanden, Stenina bei sechs von sieben. Der russische Trainer führte Kaisers Erfolg auf ihr Training in Davos zurück und kündigte an, dass sein Team im kommenden Jahr – zu den Olympischen Spielen in Grenoble – zurückkommen werde.
Die beiden ostdeutschen Nachwuchsläuferinnen Herlind Hürdler und Ruth Schleiermacher verpassten als 21. und 27. den Endkampf der besten 16 und erzielten auch auf keiner Teilstrecke ein Top-Ten-Ergebnis. Die Bundesrepublik Deutschland, Österreich und die Schweiz entsendeten keine Starterinnen nach Deventer.
Die folgende Tabelle gibt die besten 16 Teilnehmerinnen des Gesamtklassements an. Nur diese Athletinnen waren für das abschließende 3000-Meter-Rennen qualifiziert. Fett gedruckt sind die jeweils besten Einzelstreckenergebnisse. In Klammern ist die Platzierung auf der jeweiligen Einzelstrecke angegeben.
| Rang | Name                     | 500 Meter | Pkt.   | 1.500 Meter | Pkt.   | 1.000 Meter | Pkt.   | 3.000 Meter | Pkt.   | Gesamt- pkt. |
| ---- | ------------------------ | --------- | ------ | ----------- | ------ | ----------- | ------ | ----------- | ------ | ------------ |
| 1    | Stien Kaiser             | 46,5 (4)  | 46,500 | 2:23,0 (1)  | 47,667 | 1:36,2 (1)  | 48,100 | 5:18,7 (1)  | 53,117 | 195,384      |
| 2    | Lāsma Kauniste           | 46,6 (5)  | 46,600 | 2:26,3 (4)  | 48,767 | 1:38,3 (4)  | 49,150 | 5:30,4 (5)  | 55,067 | 199,584      |
| 3    | Dianne Holum             | 46,1 (2)  | 46,100 | 2:26,4 (5)  | 48,800 | 1:37,5 (3)  | 48,750 | 5:35,7 (9)  | 55,950 | 199,600      |
| 4    | Lidija Skoblikowa        | 46,8 (6)  | 46,800 | 2:23,9 (2)  | 47,967 | 1:39,4 (8)  | 49,700 | 5:31,9 (7)  | 55,317 | 199,784      |
| 5    | Ans Schut                | 48,0 (14) | 48,000 | 2:26,7 (6)  | 48,900 | 1:39,1 (6)  | 49,550 | 5:20,8 (2)  | 53,467 | 199,917      |
| 6    | Walentina Stenina        | 46,9 (7)  | 46,900 | 2:27,4 (8)  | 49,133 | 1:40,1 (11) | 50,050 | 5:30,7 (6)  | 55,117 | 201,200      |
| 7    | Irina Jegorowa           | 46,1 (2)  | 46,100 | 2:29,7 (11) | 49,900 | 1:38,3 (4)  | 49,150 | 5:40,7 (12) | 56,783 | 201,933      |
| 8    | Kaija Mustonen           | 49,1 (28) | 49,100 | 2:26,2 (3)  | 48,733 | 1:39,5 (9)  | 49,750 | 5:27,3 (3)  | 54,550 | 202,133      |
| 9    | Kim Song-soon            | 48,0 (14) | 48,000 | 2:27,8 (9)  | 49,267 | 1:37,1 (2)  | 48,550 | 5:40,5 (11) | 56,750 | 202,567      |
| 10   | Wil Burgmeijer           | 47,4 (9)  | 47,400 | 2:30,1 (13) | 50,033 | 1:39,1 (6)  | 49,550 | 5:33,9 (8)  | 55,650 | 202,633      |
| 11   | Han Pil-hwa              | 48,1 (17) | 48,100 | 2:29,9 (12) | 49,967 | 1:41,4 (15) | 50,750 | 5:37,1 (10) | 56,183 | 204,950      |
| 12   | Carry Geijssen           | 48,2 (19) | 48,200 | 2:26,7 (6)  | 48,900 | 1:46,1 (30) | 53,050 | 5:29,2 (4)  | 54,867 | 205,017      |
| 13   | Mary Meyers              | 46,0 (1)  | 46,000 | 2:30,4 (16) | 50,133 | 1:39,6 (10) | 49,800 | 5:57,5 (16) | 59,583 | 205,516      |
| 14   | Kaija-Liisa Keskivitikka | 48,7 (24) | 48,700 | 2:30,2 (14) | 50,067 | 1:40,4 (13) | 50,200 | 5:46,7 (14) | 57,783 | 206,750      |
| 15   | Anna Sablina             | 49,2 (30) | 49,200 | 2:29,4 (10) | 49,800 | 1:40,6 (14) | 50,300 | 5:46,2 (13) | 57,700 | 207,000      |
| 16   | Martine Ivangine         | 47,6 (10) | 47,600 | 2:30,2 (14) | 50,967 | 1:43,2 (23) | 51,600 | 5:50,2 (15) | 58,367 | 207,634      |

### Männer

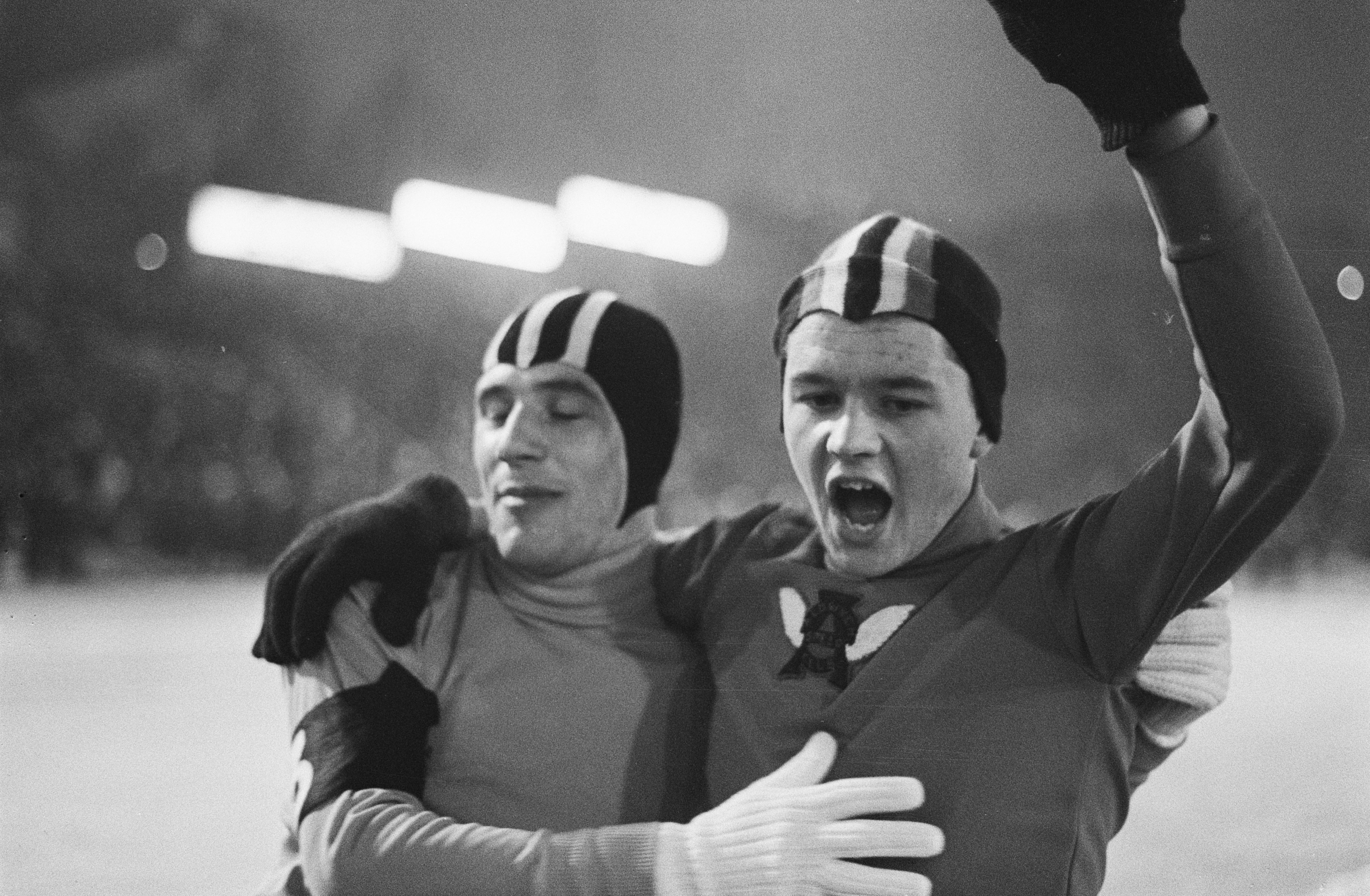
Kees Verkerk (r., mit John Tipper) nach seinem Sieg über 5000 Meter

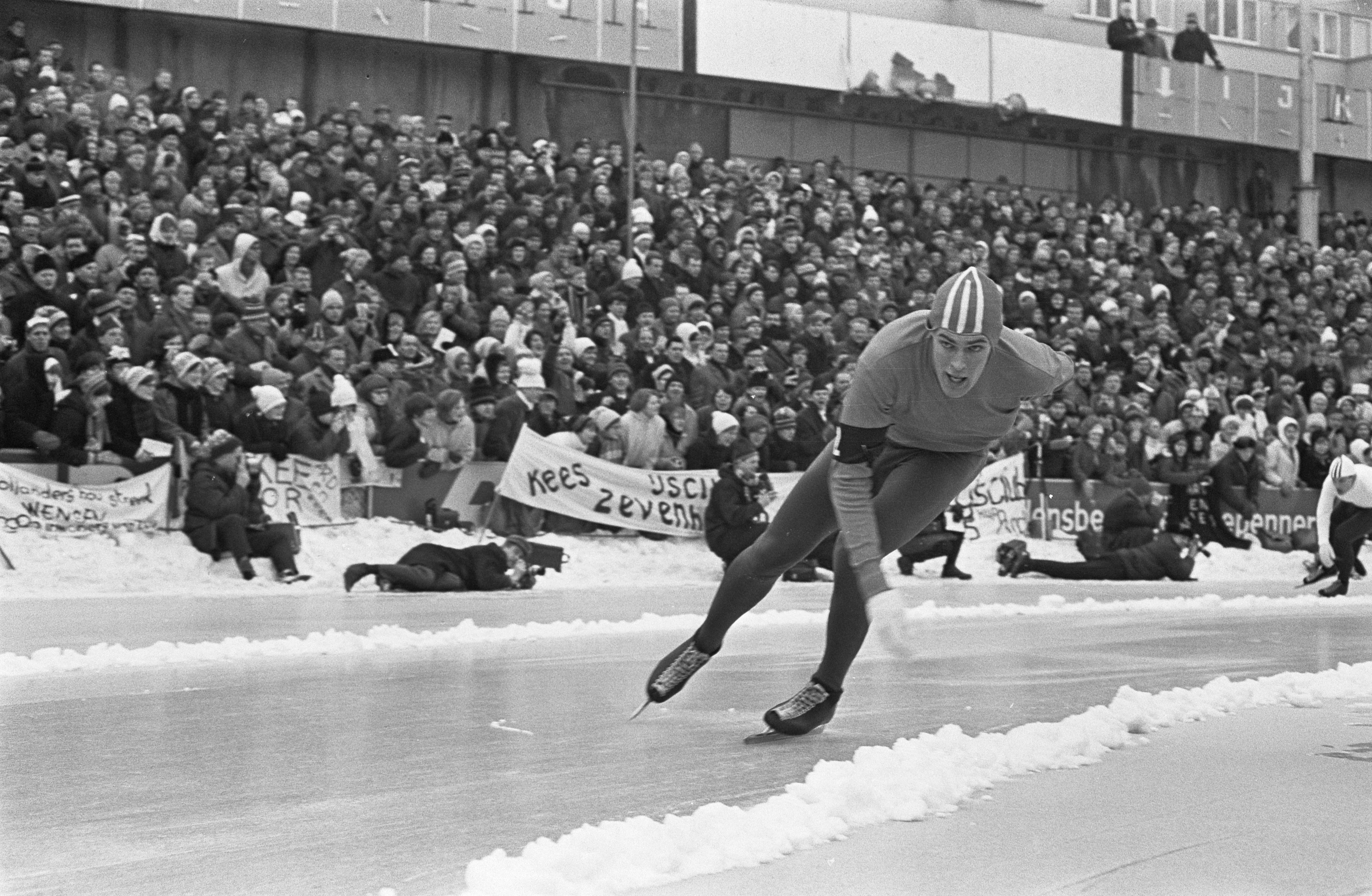
Ard Schenk am zweiten Wettkampftag. Im Hintergrund sind Fanplakate für die Niederländer zu erkennen.

Seit dem Doppelsieg von Kees Verkerk und Ard Schenk bei der Weltmeisterschaft im Vorjahr – den es in umgekehrter Reihenfolge auch bei der Europameisterschaft gegeben hatte – galten die niederländischen Eisschnellläufer als führend in der Welt. Zwei Wochen vor der Weltmeisterschaft hatte Verkerk seinen EM-Titel verteidigt und damit seinen erneuten Favoritenstatus unterstrichen. Die daraus resultierende Popularität Schenks und Verkerks, die 1966 gemeinsam zu den niederländischen Sportlern des Jahres gewählt worden waren, zeigte sich auch darin, dass mehr als 6.000 Zuschauer aus ihrem Heimatland zur WM nach Oslo fuhren. Insgesamt verfolgten knapp 30.000 Menschen die Wettkämpfe im traditionsreichen Bislett-Stadion, in dem etwa 1952 bereits die olympischen Wettkämpfe stattgefunden hatten.
Im Auftaktrennen über 500 Meter lief der Sprintspezialist Keiichi Suzuki mit 40,9 Sekunden die schnellste Zeit, auf den längeren Distanzen fiel er aber weit im Klassement zurück. Im Zwischenstand nach dem ersten Tag führten bereits Verkerk und Schenk, nachdem Verkerk auf der 5000-Meter-Strecke mit großem Vorsprung auf den amtierenden Weltrekordhalter Fred Anton Maier gesiegt hatte. Dabei war er nur zwei Sekunden über Maiers Rekordzeit geblieben; der Norweger erinnerte sich später in seiner Biographie, er habe sich nicht vorstellen können, dass man im Bislett-Stadion so schnell laufen könne. Schenk und Verkerk liefen auch über 1500 Meter die besten Zeiten. Verkerk ging somit mit einem kleinen Vorsprung auf seinen Landsmann in den abschließenden 10.000-Meter-Wettkampf, in dem er seiner Favoritenrolle über die langen Distanzen gerecht werden konnte: Er lief neun Sekunden Vorsprung auf Schenk heraus und gewann die Weltmeisterschaft letztlich mit einem Vorsprung von etwa einem halben Punkt – und einem neuen Mehrkampfweltrekord von 178,058 Punkten. Verkerk erhielt sowohl von seinen Konkurrenten Schenk und Maier, die das Podium vervollständigten, Anerkennung als auch vom überwiegend norwegischen Publikum, das ihn für seine Erfolge wie auch für seine guten Norwegisch-Kenntnisse feierte.
Die herausgehobene Stellung Kees Verkerks und Ard Schenks im internationalen Eisschnelllauf untermauerten die beiden Niederländer nicht nur damit, dass es ihnen überhaupt gelungen war, ihren WM-Doppelsieg von 1966 zu verteidigen (Verkerk war dabei der erste erfolgreiche Titelverteidiger seit Hjalmar Andersen 1952), sondern insbesondere mit ihrem großen Vorsprung auf die Konkurrenz: Der drittplatzierte Maier lag bereits zweieinhalb bzw. zwei Punkte hinter Verkerk und Schenk, was einem Rückstand von fünfzig bzw. vierzig Sekunden auf der 10.000-Meter-Distanz entsprach – der Zeit, die zwischen dem schnellsten und dem langsamsten Läufer auf dieser Teilstrecke lag. Der deutsche Sportpublizist Karl Adolf Scherer bescheinigte Verkerk für die Saison 1966/67 eine Souveränität, die ihn in Reihe mit „Mathisen, Thunberg und Andersen“ stelle. Später bezeichnete Verkerk seinen WM-Titel von 1967 als größten Karriereerfolg.
Das westdeutsche Team blieb in Oslo hinter den Erwartungen zurück: Im Mehrkampf belegte der grippegeschwächte Gerhard Zimmermann lediglich Rang 15 und schnitt damit wesentlich schlechter ab als im Vorjahr. Sprinter Erhard Keller, der 1966 noch Dritter über die 500 Meter geworden war, erreichte auf seiner Spezialstrecke den neunten Platz. Trainer Thormod Moum betonte dabei aber, dass für ihn die Olympischen Winterspiele der Folgesaison größere Bedeutung hätten. Die beiden ostdeutschen und Schweizer Starter spielten auf keiner Strecke eine Rolle, dem Österreicher Hermann Strutz gelang wie im Vorjahr die Qualifikation für das Finale der besten 16, von denen er aber erneut den letzten Rang belegte.
Die folgende Tabelle gibt die besten 16 Teilnehmer des Gesamtklassements an. Nur diese Athleten waren für das abschließende 10.000-Meter-Rennen qualifiziert. Fett gedruckt sind die jeweils besten Einzelstreckenergebnisse. In Klammern ist die Platzierung auf der jeweiligen Einzelstrecke angegeben.
| Rang | Name                 | 500 Meter | Pkt.   | 5.000 Meter | Pkt.   | 1.500 Meter | Pkt.   | 10.000 Meter | Pkt.   | Gesamt- pkt. |
| ---- | -------------------- | --------- | ------ | ----------- | ------ | ----------- | ------ | ------------ | ------ | ------------ |
| 1    | Kees Verkerk         | 42,1 (9)  | 42,100 | 7:30,4 (1)  | 45,040 | 2:10,0 (2)  | 43,333 | 15:51,7 (1)  | 47,585 | 178,058      |
| 2    | Ard Schenk           | 41,5 (3)  | 41,500 | 7:39,6 (3)  | 45,960 | 2:09,1 (1)  | 43,033 | 16:00,8 (4)  | 48,040 | 178,533      |
| 3    | Fred Anton Maier     | 43,0 (15) | 43,000 | 7:38,2 (2)  | 45,820 | 2:11,4 (6)  | 43,800 | 15:57,5 (3)  | 47,875 | 180,495      |
| 4    | Ants Antson          | 41,9 (7)  | 41,900 | 7:47,8 (8)  | 46,780 | 2:10,6 (4)  | 43,533 | 16:27,3 (10) | 49,365 | 181,578      |
| 5    | Svein-Erik Stiansen  | 41,6 (4)  | 41,600 | 7:49,1 (10) | 46,910 | 2:10,5 (3)  | 43,500 | 16:33,6 (12) | 49,680 | 181,690      |
| 6    | Waleri Kaplan        | 41,9 (7)  | 41,900 | 7:44,9 (4)  | 46,490 | 2:11,2 (5)  | 43,733 | 16:33,5 (11) | 49,675 | 181,798      |
| 7    | Per Willy Guttormsen | 43,5 (19) | 43,500 | 7:47,2 (7)  | 46,720 | 2:13,5 (13) | 44,500 | 15:54,9 (2)  | 47,745 | 182,465      |
| 8    | Jouko Launonen       | 42,1 (9)  | 42,100 | 7:48,4 (9)  | 46,840 | 2:13,0 (10) | 44,333 | 16:24,3 (9)  | 49,215 | 182,488      |
| 9    | Peter Nottet         | 43,4 (18) | 43,400 | 7:46,3 (6)  | 46,630 | 2:13,0 (10) | 44,333 | 16:16,6 (7)  | 48,830 | 183,193      |
| 10   | Johnny Höglin        | 43,1 (16) | 43,100 | 7:50,6 (13) | 47,060 | 2:12,1 (7)  | 44,033 | 16:20,8 (8)  | 49,040 | 183,233      |
| 11   | Eduard Matussewitsch | 41,7 (5)  | 41,700 | 7:58,4 (21) | 47,840 | 2:12,5 (8)  | 44,167 | 16:36,7 (15) | 49,835 | 183,542      |
| 12   | Ingar Bollerud       | 44,0 (28) | 44,000 | 7:46,1 (5)  | 46,610 | 2:14,9 (19) | 44,967 | 16:02,9 (5)  | 48,145 | 183,722      |
| 13   | Jorrit Jorritsma     | 42,8 (12) | 42,800 | 7:51,1 (14) | 47,110 | 2:12,7 (9)  | 44,233 | 16:36,4 (14) | 49,820 | 183,963      |
| 14   | Stanislaw Seljanin   | 44,6 (33) | 44,600 | 7:50,5 (12) | 47,050 | 2:13,3 (12) | 44,433 | 16:07,9 (6)  | 48,395 | 184,478      |
| 15   | Gerhard Zimmermann   | 42,9 (13) | 42,900 | 7:50,4 (11) | 47,040 | 2:13,8 (16) | 44,600 | 16:48,2 (16) | 50,410 | 184,950      |
| 16   | Hermann Strutz       | 44,1 (29) | 44,100 | 7:51,4 (15) | 47,140 | 2:16,9 (23) | 45,633 | 16:35,3 (13) | 49,765 | 186,638      |